# تشاه دزدان (كوهستان)
تشاه دزدان (بالفارسية: چاه دزدان) هي قرية تقع في إيران في Kuhestan Rural District.